# Alvaro VI
Dom Alvaro VI (zm. 1641), manikongo w latach 1636-1641.
Pochodził z klanu Ki - Malaza, pełnił funkcję naczelnika Bamby. Uczestniczył, wraz z bratem, w spisku przeciwko Alvaro V. Po wykryciu tego sprzysiężenia uciekł na dwór hrabiego Soyo, gdzie przygotowywał wojska do otwartego wystąpienia przeciwko władcy. Gdy ten zginął w walce z jego oddziałami (1636), dotychczasowy naczelnik objął tron. Nakazał przy tym zamordować wielu przedstawicieli Ki - Malazu, z których wywodził się obalony monarcha. Chcąc uzyskać potwierdzenie swojej władzy wysłał poselstwo do papieża, które miało prosić o przysłanie mu pobłogosławionej korony. Odwoływał się także do swojego pochodzenia od Alfonsa I. Podczas swoich rządów starał się współpracować z księżmi, między innymi wysyłając ich w 1638 do Soyo z misją nakłonienia tamtejszego wielmoży do wydalenia pracowników holenderskiej Kompanii Indii Zachodnich. Kontynuował również politykę nawiązania bezpośredniej łączności ze Stolicą Apostolską. W 1639 wystosował do papieża list z prośbą o przysłanie księży. W odpowiedzi, Kongregacja Propagandy Wiary, zdecydowała o wysłaniu do Konga kapucynów. W 1640 utworzono natomiast Prefekturę Apostolską dla Konga, której przełożonym został Bonaventura d'Alessano. Przysłani do São Salvador włoscy zakonnicy potwierdzili zastrzeżenia kongijskich elit do duchowieństwa portugalskiego, co pogorszyło i tak już fatalnie stosunki między nimi.
Alvaro VI został otruty w 1641, prawdopodobnie przy udziale Portugalczyków. Władzę przejął jego brat, Garcia II.